# Jurij Venelin

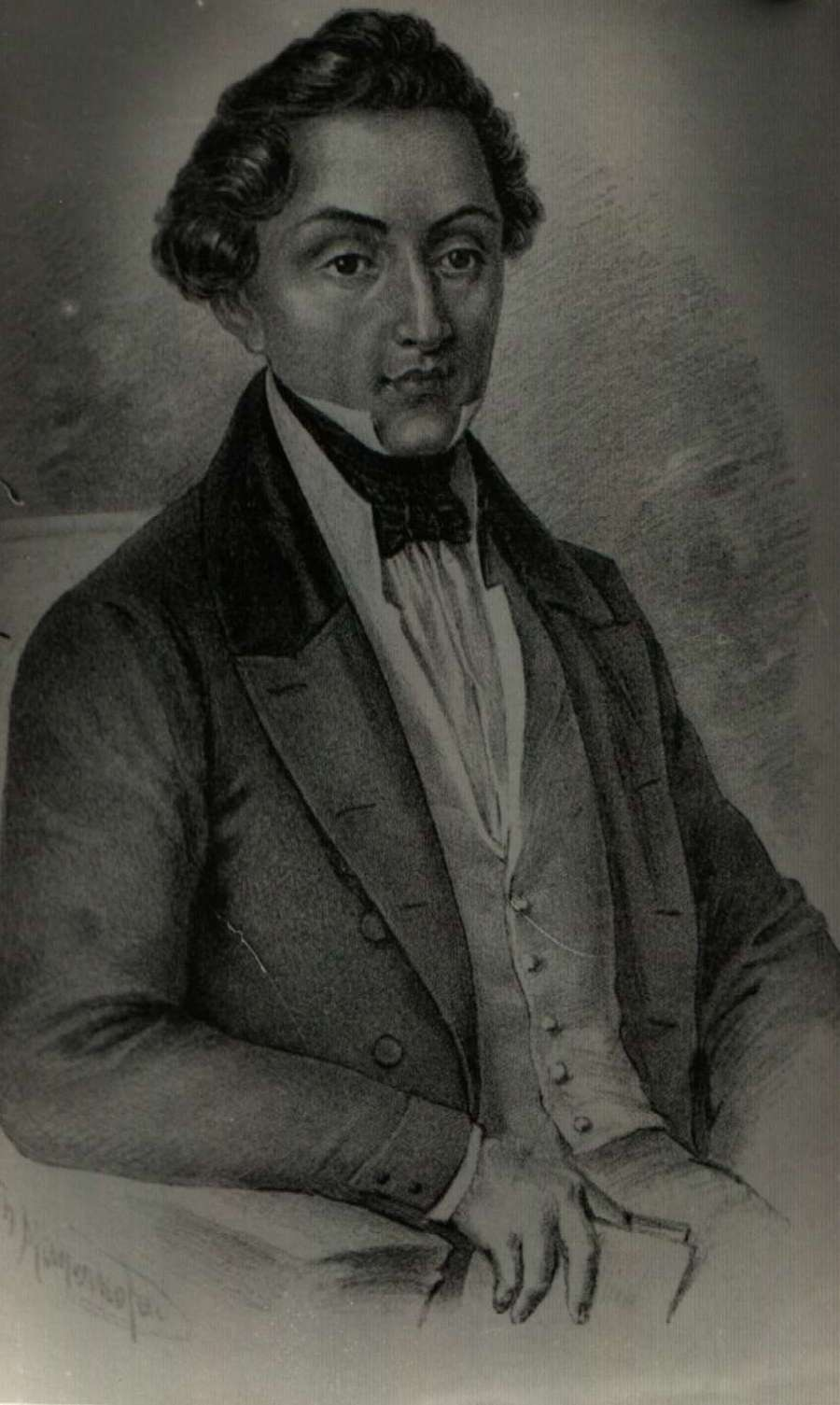
Jurij Venelin

Jurij Ivanovitj Venelin (ryska: Юрий Иванович Венелин), född 4 maj (gamla stilen: 22 april) 1802 i Karpato-Rutenien i dåvarande norra Ungern, död 7 april (gamla stilen: 26 mars) 1839 i Moskva, var en rysk slavist.
Venelin, som var son till en ortodox präst, studerade först teologi i Lemberg och kom 1825 till Moskva för medicinska studier, som han dock försummade för att istället ägna sig åt historisk och arkeologisk forskning. Han väckte viss uppmärksamhet med arbetet "De gamla och nutida bulgarerna i deras politiska, etnografiska, historiska och religiösa förhållande till ryssarna" (1829), där han försökte påvisa bulgarernas historiska uppkomst och ställning i den slaviska världen samt att de var besläktade med ryssarna. 
Venelin var en stark försvarare av teorin om slavernas ursprunglighet i Europa vid sidan av grekerna och romarna. I ett följande arbete utsträckte han sina okritiska jämförande undersökningar till hela den slaviska forntiden, vilka var av tvivelaktigt värde. Bland hans smärre skrifter, som redan efter några decennier var föråldrade och glömda, märks hans stridsskrift Skandinavemanija i jeja poklonniki (tryckt 1842) som var riktad mot August Ludwig von Schlözers och Gottlieb Siegfried Bayers norrmanniska teori om det ryska rikets grundläggning av varjagerna.